# Komisariat Cywilny przy Dowództwie Obrony Warszawy

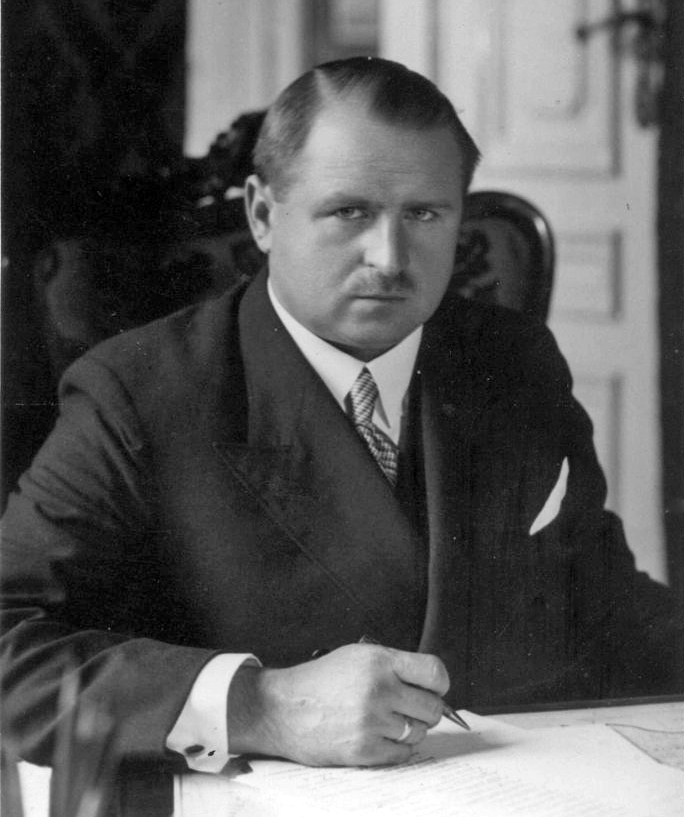
Stefan Starzyński, komisaryczny prezydent Warszawy, od 8 września 1939 Komisarz Cywilny przy Dowództwie Obrony Warszawy

Komisariat Cywilny przy Dowództwie Obrony Warszawy – aparat wykonawczy, który w czasie oblężenia Warszawy we wrześniu 1939 roku obsługiwał Komisarza Cywilnego przy Dowództwie Obrony Warszawy, Stefana Starzyńskiego. Składało się nań biuro komisarza oraz szefostwa poszczególnych służb i placówek terenowych.
W pierwszych dniach wojny obronnej, na skutek pośpiesznej ewakuacji władz wojskowych i cywilnych, w Warszawie powstała swoista próżnia władzy. Jednym z nielicznych wyższych urzędników, którzy nie opuścili stolicy, był jej komisaryczny prezydent Stefan Starzyński. 8 września 1939 roku gen. Walerian Czuma powołał go do pełnienia funkcji Komisarza Cywilnego przy Dowództwie Obrony Warszawy. Starzyński stał się w ten sposób zwierzchnikiem wszystkich władz cywilnych w Warszawie (samorządowych i administracyjnych), a także organizacji samoobrony i porządku publicznego, które były zaangażowane w szeroko rozumianą obronę stolicy.
Komisarz Cywilny wraz z podległym mu aparatem kierował cywilną obroną Warszawy aż do jej kapitulacji, która nastąpiła 28 września 1939 roku.

## Podstawa prawna
1 września 1939 roku, po rozpoczęciu niemieckiej agresji na Polskę, prezydent Ignacy Mościcki wydał dekret O sprawowaniu zwierzchnictwa nad siłami zbrojnymi, o organizacji nadrzędnych władz wojskowych i o komisarzach cywilnych. Dekret wprowadzał m.in. instytucję komisarzy cywilnych, którzy w okresie działań wojennych mieli działać przy dowódcach wojskowych wskazanych przez Naczelnego Wodza.
Komisarze cywilni mieli być powoływani przez ministra spraw wewnętrznych, w porozumieniu z Naczelnym Wodzem. Artykuł 20 wspomnianego dekretu dość ogólnikowo określał ich zadania i kompetencje. Mieli oni organizować współpracę między władzami wojskowymi a władzami poszczególnych województw, a w szczególności przedstawiać tym pierwszym: sprawy związane z uprawnieniami dowódców wojskowych wobec władz administracyjnych; sprawy dotyczące interesów ludności w zakresie świadczeń na rzecz wojska oraz roszczeń materialnych osób cywilnych wobec władz i osób wojskowych; informacje o zasobach gospodarczych, stosunkach społecznych i narodowościowych w danym województwie. Uprawnienia i zadania komisarzy miały zostać doprecyzowane w instrukcjach wojskowych.
3 września 1939 roku na stanowisko Komisarza Cywilnego przy Naczelnym Wodzu został mianowany wojewoda poleski Wacław Kostek-Biernacki. Na skutek błyskawicznych postępów Wehrmachtu instytucja komisarzy nie odegrała jednak zakładanej roli. Wyjątkiem na tym tle okazała się Warszawa.

## Utworzenie Komisariatu

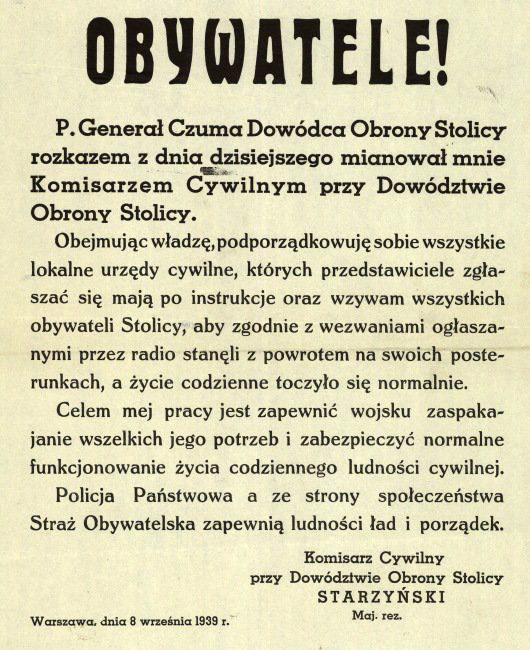
Proklamacja Stefana Starzyńskiego z 8 września 1939, informująca o powołaniu go do pełnienia funkcji Komisarza Cywilnego przy Dowództwie Obrony Warszawy

Plan operacyjny „Zachód” wyznaczał Warszawie stosunkowo skromną rolę do odegrania w przypadku wojny z Niemcami. Polscy planiści przyjęli bowiem założenie, że walki będą się toczyć z dala od stolicy. Możliwość szybkiego dotarcia nieprzyjaciela do jej granic, a zwłaszcza jej znalezienie się w okrążeniu, nie były w ogóle brane pod uwagę. Gdy w pierwszych dniach września Warszawa znalazła się w bezpośrednim niebezpieczeństwie, jej obrona musiała być organizowana od podstaw, w warunkach pełnej improwizacji.
Tymczasem 5–7 września Warszawę opuściły władze wojskowe i cywilne, w tym premier Felicjan Sławoj Składkowski, członkowie Rady Ministrów wraz z podległym im aparatem urzędniczym oraz Naczelny Wódz marsz. Edward Śmigły-Rydz. Ich pośpieszna i chaotyczna ewakuacja wywarła negatywny wpływ na morale ludności i poważnie zakłóciła przygotowania do obrony. Fatalne konsekwencje przyniósł zwłaszcza wyjazd Władysława Jaroszewicza, który jako komisarz rządu na m.st. Warszawę był zwierzchnikiem administracji publicznej w mieście, odpowiedzialnym m.in. za kwestie związane z utrzymaniem ładu i porządku. Sytuację pogorszył masowy exodus ludności cywilnej, spowodowany nieprzemyślanym radiowym apelem szefa propagandy Sztabu Naczelnego Wodza ppłk. Romana Umiastowskiego, wygłoszonym wieczorem 6 września.
Propozycji ewakuacji odmówił – pomimo polecenia premiera Sławoj Składkowskiego – komisaryczny prezydent Warszawy Stefan Starzyński. Mimo braku formalnych uprawnień postanowił on przejąć pełnię władzy cywilnej w mieście. Podjął jednocześnie energiczne działania, by opanować chaos i paniczne nastroje. 6 września na jego polecenie przystąpiono do formowania Straży Obywatelskiej. Na bazie pracowników samorządu Wydział Ogólny Zarządu Miejskiego przystąpił do organizowania zastępczego aparatu administracji publicznej. Od pozostających jeszcze w mieście urzędników państwowych Starzyński zażądał natomiast pozostania na stanowiskach i kontynuowania pracy. W tym samym czasie Dowództwo Obrony Warszawy na czele z gen. Walerianem Czumą nadal przygotowywało miasto do obrony, usiłując jednocześnie powstrzymać panikę wywołaną apelem Umiastowskiego.
Podczas konferencji, która odbyła się rankiem 8 września, gen. Czuma powołał Starzyńskiego do pełnienia funkcji Komisarza Cywilnego przy Dowództwie Obrony Warszawy. Jako podstawa prawna posłużył dekret prezydenta Mościckiego z 1 września 1939. Według relacji płk. Tadeusza Tomaszewskiego pomysłodawcą takiego rozwiązania był ppłk Jan Kowalewski. Zaaprobował je również szef Sztabu Naczelnego Wodza gen. Wacław Stachiewicz. Starzyński stał się w ten sposób zwierzchnikiem wszystkich władz cywilnych w Warszawie (samorządowych i administracyjnych), a także organizacji samoobrony i porządku publicznego, które były zaangażowane w szeroko rozumianą obronę stolicy.
Nowe obowiązki nie pozwalały Starzyńskiemu na dalsze sprawowanie funkcji komisarycznego prezydenta miasta. Z tego powodu w Zarządzie Miejskim jego dotychczasowe obowiązki przejął wiceprezydent Jan Pohoski. Podporządkowano mu te instytucje miejskie, które jako niezwiązane ze sprawami obrony nie podlegały Komisarzowi Cywilnemu. Funkcje Rady Miejskiej przejęło na czas wojny siedmioosobowe Kolegium Doradcze.

## Działalność i struktura organizacyjna

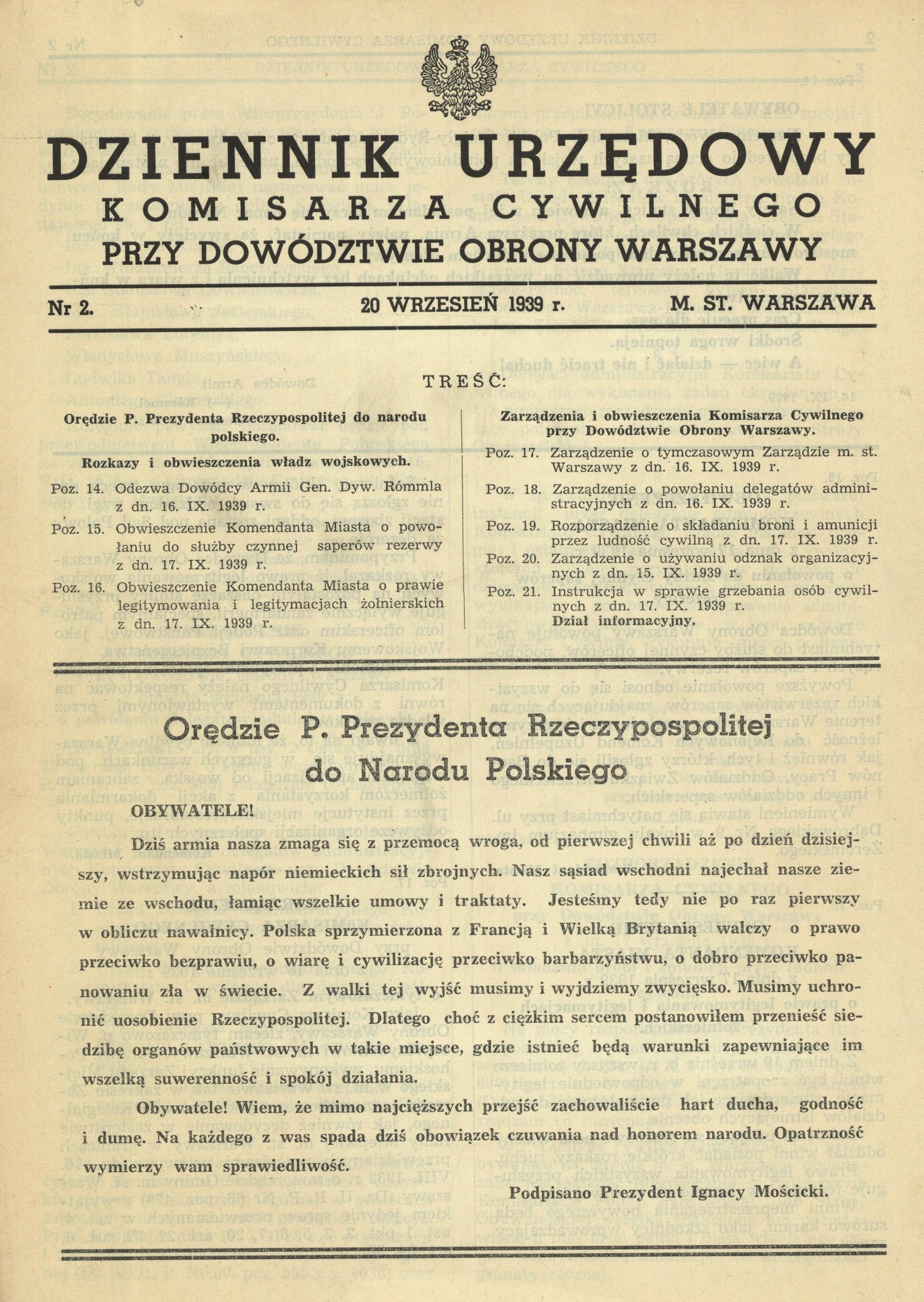
Pierwsza strona „Dziennika Urzędowego Komisarza Cywilnego przy Dowództwie Obrony Warszawy” nr 2 z 20 września 1939 roku

Biuro Komisarza Cywilnego przy Dowództwie Obrony Warszawy tworzyły:
- sekretariat (zajmujący się m.in. zbieraniem spływających z miasta meldunków)
- grupa łączności (zapewniająca kontakt z placówkami terenowymi i administracją poszczególnych dzielnic, a także z władzami wojskowymi)
- działy: ogólny, prawny, finansowy, prasy i cenzury

Osobno od biura Komisarza Cywilnego działały szefostwa poszczególnych służb:
- administracyjnej – odpowiedzialnej za tworzenie i utrzymywanie aparatu Komisarza Cywilnego.
- technicznej – odpowiedzialnej za m.in. pomoc wojsku przy budowie umocnień oraz usuwanie zniszczeń spowodowanych nalotami i ostrzałem artyleryjskim. Służbie technicznej podlegały Brygady Pogotowia Budowlanego. W jej ramach funkcjonowały także specjalne ekipy odpowiedzialne za ochronę warszawskich mostów oraz zabytków.
- sanitarnej – odpowiedzialnej za funkcjonowanie służby zdrowia. Podlegała jej m.in. ubezpieczalnia społeczna.
- opieki społecznej
- aprowizacji
- transportu

Za swoiste placówki terenowe Komisariatu uważane były instytucje i organizacje takie, jak: bierna Obrona Przeciwlotnicza, Warszawska Straż Ogniowa, Straż Obywatelska, komenda Policji Państwowej.
11 września Komisarz Cywilny powołał swojego pełnomocnego zastępcę na Pragę, którym został Bronisław Chajęcki. Decyzja ta była podyktowana narastającymi problemami z transportem i komunikacją, a także odmienną specyfiką prawobrzeżnej Warszawy.
16 września, działając z zamiarem odwrócenia skutków pośpiesznej ewakuacji aparatu starostw dzielnicowych, Starzyński powołał swoich delegatów dla poszczególnych dzielnic. Byli nimi: Marian Borzęcki (powiat śródmiejsko-warszawski), Stefan Zbrożyna (powiat północno-warszawski), Marceli Porowski (powiat południowo-warszawski) i Jan Delingowski (powiat prasko-warszawski). W praktyce wykonywali oni obowiązki przedwojennych starostów grodzkich. Jak utrzymuje Marian Marek Drozdowski, delegaci „nie rozwinęli jednak żywszej działalności”.
Od 15 września ukazywał się „Dziennik Urzędowy Komisarza Cywilnego przy Dowództwie Obrony Warszawy”, w którym publikowano rozkazy i zarządzenia. Ponadto od 17 do 24 września Starzyński sporządzał niejawne Raporty sytuacyjne, informujące o sytuacji w mieście.
Komisariat Cywilny przy Dowództwie Obrony Warszawy działał do 28 września 1939 roku, tj. do kapitulacji stolicy.
Według szefa działu finansów, Aleksandra Ivánki, w okresie oblężenia Komisariat Cywilny pozyskał z różnych źródeł łącznie 73 mln złotych, z czego wydatkowano 35 mln.

## Obsada personalna
Obsada personalna Komisariatu Cywilnego przy Dowództwie Obrony Warszawy przedstawiała się następująco:
- Komisarz Cywilny – mjr rez. Stefan Starzyński
- Łącznik do różnych instytucji – mjr rez. Antoni Stanisław Więckowski
- Sekretarze – Stefania Chmielińska-Witkowska; Marek Świątkowski
- Zagadnienia prawne – adw. Leon Nowodworski
- Finanse – Aleksander Ivánka
- Prasa i cenzura – Juliusz Kaden-Bandrowski; adw. Michał Skoczyński
- Sprawy ogólne – adw. Jan Czerniakowski; Zofia Szulcowa
- Szef służby administracyjnej – Henryk Pawłowicz
- Szef służby technicznej – inż. Antoni Olszewski
- Szef służby sanitarnej – dr Konrad Orzechowski
- Szef służby opieki społecznej – Jan Starczewski
- Szef służby aprowizacji – Felicjan Jabłoński
- Szef służby transportu – inż. Kazimierz Meÿer
- Delegat Komisarza Cywilnego na powiat śródmiejsko-warszawski – Marian Borzęcki
- Delegat Komisarza Cywilnego na powiat północno-warszawski) – Stefan Zbrożyna
- Delegat Komisarza Cywilnego na powiat południowo-warszawski – Marceli Porowski
- Delegat Komisarza Cywilnego na powiat prasko-warszawski – Jan Delingowski
- Komendant społeczny biernej OPL[c] – Julian Kulski
  - zastępcy komendanta – płk dypl. st. sp. Marian Czerniewski, ppłk żand. Adam Englert
- Komendant Straży Obywatelskiej – Janusz Regulski
  - zastępcy komendanta – Jan Gebethner, Bronisław Barylski
- Komendant Straży Ogniowej – płk Stanisław Gieysztor
- Komendant Ochotniczych Batalionów Pacy – Mieczysław Dębski
  - zastępca komendanta – Klemens Frelek
- Przewodniczący Stołecznego Komitetu Samopomocy Społecznej – Artur Śliwiński
- Prezes Zarządu Głównego Polskiego Czerwonego Krzyża – Wacław Lachert

Obsada personalna Komisariatu Cywilnego Obrony Pragi przedstawiała się następująco:
- Komisarz Cywilny na Pragę – Bronisław Chajęcki
- Łącznik wojskowy – rtm. rez. Leopold Jan Kronenberg
- Szef Wydziału Ogólnego – adw. Henryk Stypułkowski
- Szef Wydziału Aprowizacyjnego – dr wet. Mieczysław Matuszewski
- Szef Wydziału Finansowego – Aleksander Władysław Zawadzki
- Szef Wydziału Opieki Społecznej – Zdzisław Groblewski
- Szef Wydziału Technicznego – inż. Władysław Janiszewski
- Szef Wydziału Sanitarnego – dr Juliusz Majkowski
- Szef Ewakuacji Ludności – Wacław Kowalski
- Szef Bezpieczeństwa – nadkomisarz Franciszek Erhardt; por. Stanisław Święcicki
- Komendant Straży Obywatelskiej na Pragę – Antoni Szyller